# Поддубный, Уолт
Уолтер Майкл Поддубный (англ. Walter Michael Poddubny; 14 февраля 1960, Тандер-Бей, Онтарио — 21 марта 2009, Тандер-Бей, Онтарио) — канадский хоккеист и тренер.

## Биография
Уолт Поддубный родился в Порт-Артуре (ныне часть Тандер-Бей), в провинции Онтарио Канады, в 1960 году. Учился в Алгонкинской начальной школе и средней школе Хаммаршельда. В 1980 году на драфте НХЛ был выбран командой «Эдмонтон Ойлерз». Сыграв за команду 4 матча, Уолт перешёл в «Торонто», где выступал 5 лет. Всего в НХЛ провёл 11 сезонов, выступал также за клубы «Нью-Йорк Рейнджерс», «Квебек Нордикс» и «Нью-Джерси Дэвилз». Сыграл 468 матчей, забросил 184 шайбы и отдал 238 голевых передач.
В Европе выступал за команду второй немецкой лиги «Бад-Наухайм» и клуб элитной лиги Италии «Фасса». Хоккейную карьеру игрока закончил в команде «Вустер АйсКэтс». После этого ещё два года играл в роллер-хоккей в командах «Лас-Вегас Флеш» и «Орландо Роллергейторз».
В 1995 году возглавлял «Орландо» как главный тренер, затем снова вернулся в хоккей, руководил североамериканскими командами «Дейтона-Бич Брейкерз» и «Анкоридж Эйсез» до 2002 года.
21 марта 2009 года скоропостижно скончался от сердечного приступа в Тандер-Бее, в доме своей сестры, где проживал.